# Kalgoorlie
Kalgoorlie – miasto górnicze położone w Australii Zachodniej około 600 km na wschód od Perth. Liczy ok. 30 tys. mieszkańców, co stawia je na ok. 40. miejscu w kraju.
Miasto zostało założone w latach 90. XIX wieku. Nazwa miasta pochodzi od aborygeńskiego słowa „Karlkurla” – „miejsce (z którego pochodzą) jedwabiste gruszki”. Kalgoorlie posiada rozległe przedmieścia.

## Historia
W czerwcu 1893 r. trzech poszukiwaczy złota – Patrick (Paddy) Hannan, Tom Flanagan i Dan O'Shea podróżowało do miasta Mt Youle. W czasie podróży jeden z ich koni zgubił podkowę. W czasie przymusowego postoju w okolicach dzisiejszego Kalgoorlie, mężczyźni natrafili na ślady złota i postanowili zostać na tym terenie dłużej. 17 czerwca 1893 r. Hannan oficjalnie zażądał nagrody za odkrycie złóż złota, co spowodowało, iż w krótkim czasie w okolice Kalgoorlie zjechało setki nowych poszukiwaczy złota. Tak narodziło się miasto Kalgoorlie. Od tamtej pory górnictwo złota wraz ze współtowarzyszącymi metalami takimi jak np. nikiel jest głównym działem przemysłu w Kalgoorlie.
Obecnie pierwotne miejsce, gdzie Hannan odkrył złoto, otoczone jest przez ogromne kopalnie złota i znane jest pod nazwą „Złota Mila”. „Złota Mila” jest uważana przez wielu ludzi za „najbogatszą milę kwadratową” na Ziemi. W 1903 roku liczba ludności Kalgoorlie wynosiła około 30 000 mieszkańców. Aktualnie Kargorlie jest połączone z pobliskim miastem Boulder.
Miejsca warte uwagi w Kargoorlie:

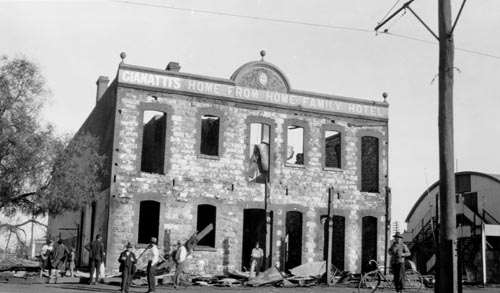
Kalgoorlie po niepokojach społecznych mających miejsce w 1934 r.

- Wodociąg, zaprojektowany przez C. Y. O'Connora, zaopatrujący miasto w wodę z Mundaring Weir znajdującego się w okolicach Perth;
- Hay Street, ulica domów publicznych, której nazwa została najprawdopodobniej zapożyczona od podobnej ulicy znajdującej się w Perth;
- The goldfields railway loopline, kolejka wąskotorowa po polach złotonośnych;
- Ratusz w Kalgoorlie;
- Statua Paddy’ego Hannana będąca jednocześnie fontanną z wodą pitną;
- Super Pit, największa na półkuli południowej odkrywkowa kopalnia złota;
- Mt Charlotte, punkt obserwacyjny;
- Hannan Street, główna ulica w Kalgoorlie, której nazwa pochodzi od nazwiska założyciela miasta;
- Inną „atrakcją” miasta Kalgoorlie, znaną w całej Australii, jest jeden z domów publicznych przekształconych w muzeum.

1 lutego 1989 r. nastąpiło połączenie miasta Kalgoorlie z hrabstwem Boulder. W ten sposób powstało miasto Kalgoorlie-Boulder

## Geografia

### Pogoda
Kalgoorlie ma klimat suchy. Lato jest gorące a zima chłodna. Średnioroczne opady deszczu wynoszą 260mm i ich rozkład miesięczny jest dość równomierny w ciągu całego roku. Jednakże z roku na rok następują znaczne zmiany w ilości opadów deszczu.
Styczeń jest najbardziej gorącym miesiącem w Kalgoorlie. Wówczas średnia maksymalna temperatura osiąga wartość 33,6 °C. Jednakże kiedy w styczniu wieją gorące, suche, północno-wschodnie wiatry, prawie raz w tygodniu temperatura przekracza 40,0 °C.
Natomiast zimy są chłodne. W lipcu średnia temperatura minimalna wynosi 4,8 °C, natomiast średnia temperatura maksymalna wynosi 16,5 °C. Przynajmniej raz w roku w zimie, w czasie zimnych deszczowych dni, zdarza się, iż temperatura maksymalna nie przekracza 12,0 °C. Najniższa temperatura maksymalna 7,2 °C została zanotowana 19 lipca 1961.
|                                             | I    | II   | III  | IV   | V    | VI   | VII  | VIII | IX   | X    | XI   | XII  | Rocznie |
| ------------------------------------------- | ---- | ---- | ---- | ---- | ---- | ---- | ---- | ---- | ---- | ---- | ---- | ---- | ------- |
| Średnia dzienna temperatura maksymalna (°C) | 33,6 | 32,0 | 29,5 | 25,1 | 20,5 | 17,5 | 16,7 | 18,4 | 22,2 | 25,6 | 28,9 | 31,9 | 25,2    |
| Średnia dzienna temperatura minimalna (°C)  | 18,2 | 17,8 | 16,0 | 12,6 | 8,6  | 6,2  | 4,9  | 5,5  | 7,9  | 10,9 | 14,0 | 16,5 | 11,6    |
| Średnie miesięczne opady deszczu (mm)       | 22,8 | 31,5 | 23,6 | 22,1 | 27,8 | 29,6 | 25,4 | 21,7 | 14,5 | 15,1 | 18,2 | 16,1 | 268,4   |
| Średnia liczba dni z deszczem               | 3,7  | 4,1  | 4,3  | 5,4  | 7,1  | 8,2  | 8,4  | 7,1  | 5,5  | 4,3  | 3,9  | 3,6  | 65,6    |
| Źródło: Bureau of Meteorology               |      |      |      |      |      |      |      |      |      |      |      |      |         |

## Galeria

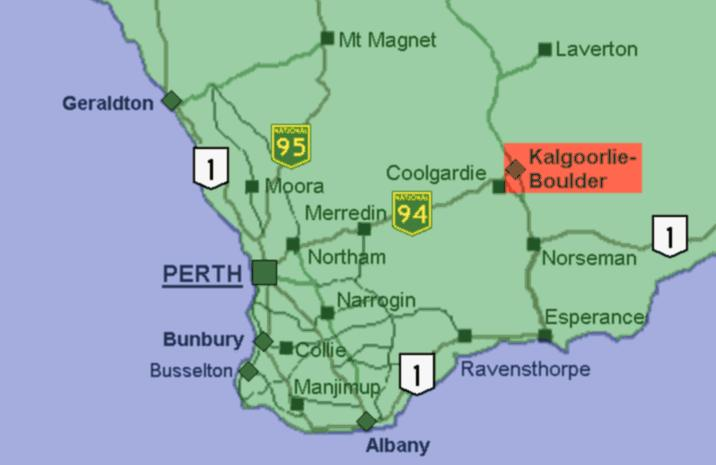
Położenie Kalgoorlie w Australii Zachodniej
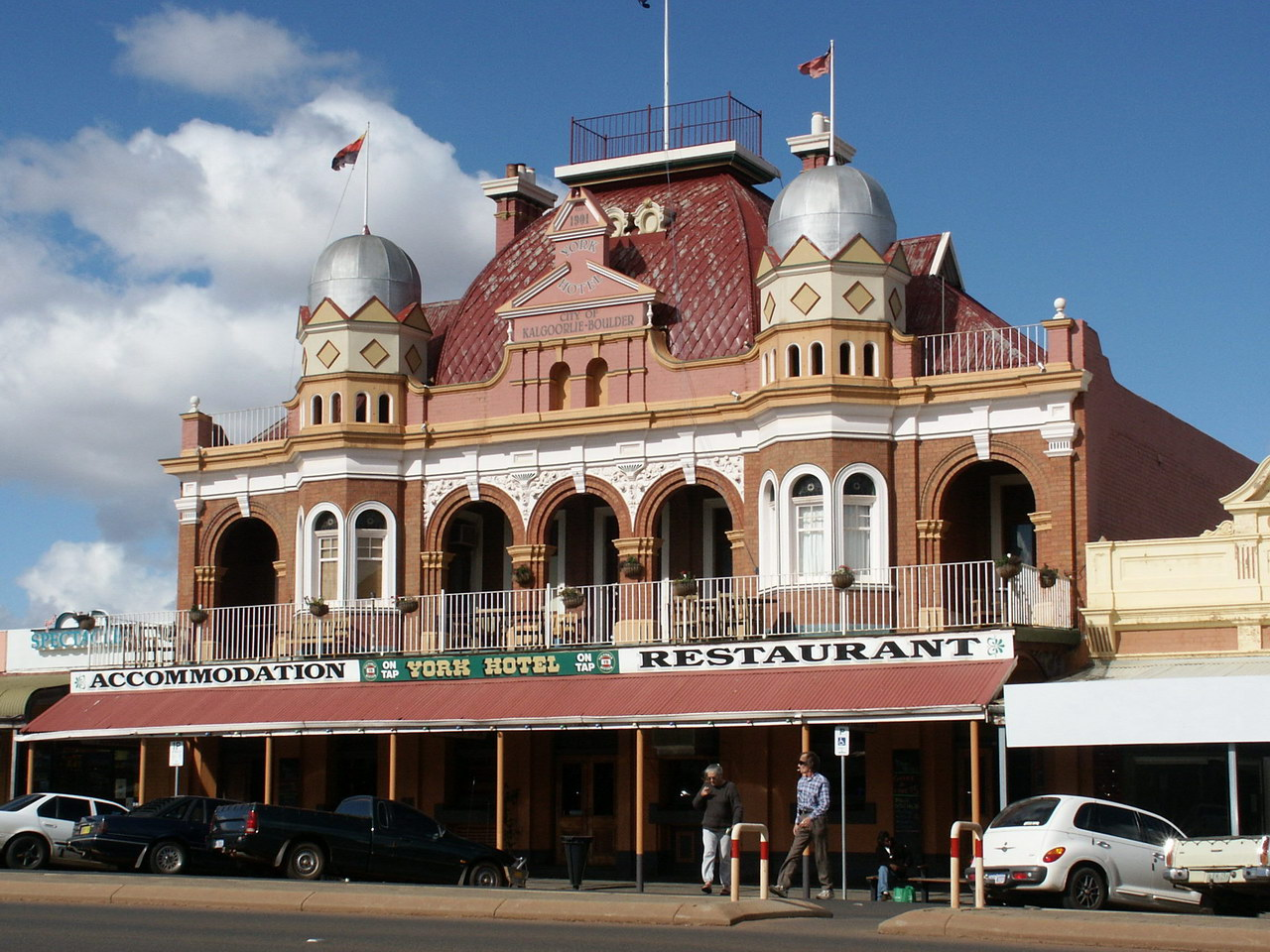
York Hotel
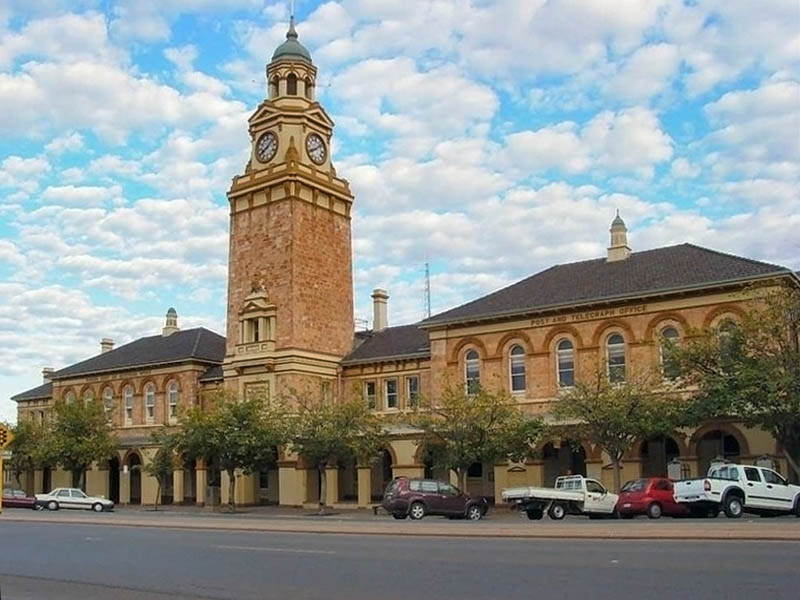
Historyczny budynek poczty

### Mapy
- Mapa topograficzna (Linie kolejowe zaznaczone czerwonymi kropkami)
- Mapa miasta z Google maps
- Mapa satelitarna z Google maps